# 死びとの恋わずらい
『死びとの恋わずらい』（しびとのこいわずらい）は、伊藤潤二による日本のホラー漫画。およびそれを原作とした日本映画。第一作「四つ辻の美少年」(よつじつのびしょうねん)は『伊藤潤二『コレクション』』でアニメ化されている。「怪奇ひきずり兄弟 降霊会」も『伊藤潤二『マニアック』』にてアニメ化されることが発表されている。2022年7月23日、本作の英語版が第34回アイズナー賞にて最優秀アジア作品賞を受賞。

## 書誌情報
- 『死びとの恋わずらい―完全版』2001年3月初版発行、ISBN 4257904348

後述の映画版公開に合わせて発行された完全版。

## 映画
2001年3月24日に公開された。2000年東京国際ファンタスティック映画祭正式出品作品。
監督は福山雅治、GLAYなどのビデオクリップを手掛けたMTV作家の渋谷和行で、渋谷にとってこれが初監督作品でもある。

### キャスト
- 深田みどり：後藤理沙
- 柴山龍介：松田龍平
- 和子：秋吉久美子
- 田中鈴枝：三輪明日美
- 榎本はるか：三輪ひとみ
- 手島光太郎：高橋慎二
- 鈴木珠代：猪俣ユキ
- 山田早苗：松田一沙
- 佐藤直子：麻見奈央
- 康二：羽仁俊太郎
- 博：川村陽介
- 一平：斎藤千尋
- 医師：本田博太郎
- 教師：斎藤洋介
- 看護婦：伊藤美紀
- 看護士：伊藤猛
- 7歳のみどり：坂井宥美
- 7歳の龍介：小川純

### スタッフ
- 監督 - 渋谷和行
- 原作 - 伊藤潤二
- 脚本 - 友松直之
- エンディングテーマ - Adya『海のしずく～ALL of me～』
- 音楽 - 遠藤浩二
- 撮影 - 喜久村徳章
- 美術 - 丸尾知行
- 録音 - 湯脇房雄
- 編集 - 菊池純一
- 助監督 - 大貫英樹
- 音響効果 - 柴崎憲治、北田雅也
- プログレッシブ撮影技術 - パナソニック・デジタルネットワークサーブ、パナソニック・デジタルソフトラボ
- MA - 東京テレビセンター
- 現像 - 東京現像所
- スタジオ - 府中多摩スタジオ
- 製作者 - 松下順一、柳沢隆行
- プロデュース - 米山紳、伊藤直克
- 企画 - 加藤東司、並木俊治
- 上映時間 - 1時間35分
- 制作 - 松下エージェンシー映像制作部
- 製作 - アートポート、テレビ東京メディアネット